# تور دي أفينير 2021
تور دي أفينير 2021 (بالفرنسية: Tour de l'Avenir 2021)‏ هو سباق دراجات هوائية، وهو الموسم رقم 57 من تور دي أفينير، وأقيم خلال الفترة 13 أغسطس 2021، وحتى 22 أغسطس 2021، وهو أحد سباقات كأس الأمم لسباق الدراجات تحت 23 سنة 2021 ‏.
فاز بالمركز الأول توبياس هالاند يوهانسن، وبالمركز الثاني كارلوس رودريغيز كانو، وبالمركز الثالث فيليبو زانا، وفاز ماريجن فان دن بيرغ في ترتيب النقاط، وكان الفائز حسب النقاط للشباب كارلوس رودريغيز كانو، وكان الفائز في تصنيف الجبال كارلوس رودريغيز كانو، وفاز فريق النرويج لركوب الدراجات في ترتيب الفرق.

## الفرق
| فرق وطنية (25)- النرويج تحت 23 سنة - منتخب إيطاليا الوطني لسباق الدراجات على الطريق للرجال تحت 23 سنة ‏ - منتخب بلجيكا الوطني لسباق الدراجات على الطريق للرجال تحت 23 سنة ‏ - فريق فرنسا لركوب الدراجات للرجال تحت 23 سنة ‏ - منتخب أستراليا الوطني لسباق الدراجات على الطريق للرجال تحت 23 سنة ‏ - منتخب النمسا الوطني لسباق الدراجات على الطريق للرجال تحت 23 سنة ‏ - منتخب كنيديان الوطني لسباق الدراجات على الطريق للرجال تحت 23 سنة‏ - منتخب كولومبيا الوطني لسباق الدراجات على الطريق للرجال تحت 23 سنة‏ - منتخب التشيك الوطني لسباق الدراجات على الطريق للرجال تحت 23 سنة‏ - منتخب الدنمارك الوطني لسباق الدراجات على الطريق للرجال تحت 23 سنة ‏ - فريق الإكوادور لسباق الدراجات على الطريق للرجال تحت 23 سنة‏ - منتخب إسبانيا الوطني لسباق الدراجات على الطريق للرجال تحت 23 سنة ‏ - منتخب إستونيا الوطني لسباق الدراجات على الطريق للرجال تحت 23 سنة‏ - منتخب المملكة المتحدة الوطني لسباق الدراجات على الطريق للرجال تحت 23 سنة ‏ - منتخب ألمانيا الوطني لسباق الدراجات على الطريق للرجال تحت 23 سنة ‏ - منتخب جمهورية أيرلندا الوطني لسباق الدراجات على الطريق للرجال تحت 23 سنة‏ - منتخب اليابان الوطني لسباق الدراجات على الطريق للرجال تحت 23 سنة‏ - منتخب كازاخستان الوطني لسباق الدراجات على الطريق للرجال تحت 23 سنة‏ - منتخب لوكسمبورغ الوطني لسباق الدراجات على الطريق للرجال تحت 23 سنة‏ - منتخب هولندا الوطني لسباق الدراجات على الطريق للرجال تحت 23 سنة ‏ - منتخب روسيا الوطني لسباق الدراجات على الطريق للرجال تحت 23 سنة ‏ - منتخب سلوفينيا الوطني لسباق الدراجات على الطريق للرجال تحت 23 سنة ‏ - منتخب سويسرا الوطني لسباق الدراجات على الطريق للرجال تحت 23 سنة ‏ - فريق سلوفاكيا لسباق الدراجات على الطريق للرجال تحت 23 سنة‏ - منتخب أوكرانيا الوطني لسباق الدراجات على الطريق للرجال تحت 23 سنة ‏ فريق دراجات هواة- 2021 Auvergne-Rhône-Alpe‏ فرق دراجات هواة سيدات (2)- خطأ لوا: bad argument #1 to 'match' (string is not UTF-8). - Mix Hauts-de-France/Grand-Est U23‏ فريق نادي الدراجات- دبليو سي سي تيم 2021 ‏ |  |
| |  |

## المراحل
| قائمة المراحل | قائمة المراحل | قائمة المراحل                               | قائمة المراحل               | قائمة المراحل | قائمة المراحل               | قائمة المراحل         |
| المرحلة       | التاريخ       | الدورة                                      |                             | المسافة (كم)  | الفائز بالمرحلة             | القائد العام          |
| ------------- | ------------- | ------------------------------------------- | --------------------------- | ------------- | --------------------------- | --------------------- |
| المقدمة       | 13 أغسطس      | شارفيل-ميزيير – شارفيل-ميزيير               | ضد الساعة                   | 5             | Søren Wærenskjold ‏          | Søren Wærenskjold ‏    |
| مرحلة 1       | 14 أغسطس      | شارفيل-ميزيير – سواسون                      | مرحلة مستوية                | 161           | Søren Wærenskjold ‏          | Søren Wærenskjold ‏    |
| مرحلة 2       | 15 أغسطس      | لاون – لاون                                 | سباق الطريق ضد الساعة للفرق | 27            | هولندا تحت 23               | Mick van Dijke ‏       |
| مرحلة 3       | 16 أغسطس      | شاتو تييري – Donnemarie-Dontilly ‏           | مرحلة مستوية                | 152           | ماريجن فان دن بيرغ          | Mick van Dijke ‏       |
| مرحلة 4       | 17 أغسطس      | بروفين – بار لو دوك                         | مرحلة مستوية                | 186           | Ethan Vernon ‏               | Mick van Dijke ‏       |
| مرحلة 5       | 18 أغسطس      | Tomblaine ‏ – بار سور أوب                    | مرحلة مستوية                | 151           | ماريجن فان دن بيرغ          | Mick van Dijke ‏       |
| مرحلة 6       | 19 أغسطس      | Champagnole ‏ – Septmoncel ‏                  | مرحلة جبلية متوسطة          | 138           | Anders Halland Johannessen ‏ | Mick van Dijke ‏       |
| مرحلة 7       | 20 أغسطس      | سان-فولباس – Col du Grand Colombier ‏        | مرحلة جبلية متوسطة          | 100           | توبياس هالاند يوهانسن       | توبياس هالاند يوهانسن |
| مرحلة 8       | 21 أغسطس      | La Tour-en-Maurienne ‏ – Saint-Jean-d'Arves ‏ | مرحلة جبلية                 | 60            | توبياس هالاند يوهانسن       | توبياس هالاند يوهانسن |
| مرحلة 9       | 22 أغسطس      | La Toussuire ‏ – Little St Bernard Pass ‏     | مرحلة جبلية                 | 154           | كارلوس رودريغيز كانو        | توبياس هالاند يوهانسن |

## النتيجة
| المرحلة   |                        | الفائز _                                                         | التصنيف العام _       |
| --------- | ---------------------- | ---------------------------------------------------------------- | --------------------- |
| المقدمة   | مرحلة سباق زمني        | Søren Wærenskjold ‏                                               | Søren Wærenskjold ‏    |
| المرحلة 1 | مرحلة مستوية           | Søren Wærenskjold ‏                                               | Søren Wærenskjold ‏    |
| المرحلة 2 | مرحلة سباق الزمن للفرق | منتخب هولندا الوطني لسباق الدراجات على الطريق للرجال تحت 23 سنة ‏ | Mick van Dijke ‏       |
| المرحلة 3 | مرحلة مستوية           | ماريجن فان دن بيرغ                                               | Mick van Dijke ‏       |
| المرحلة 4 | مرحلة مستوية           | Ethan Vernon ‏                                                    | Mick van Dijke ‏       |
| المرحلة 5 | مرحلة مستوية           | ماريجن فان دن بيرغ                                               | Mick van Dijke ‏       |
| المرحلة 6 | مرحلة متوسطة           | Anders Halland Johannessen ‏                                      | Mick van Dijke ‏       |
| المرحلة 7 | مرحلة متوسطة           | توبياس هالاند يوهانسن                                            | توبياس هالاند يوهانسن |
| المرحلة 8 | مرحلة جبلية            | توبياس هالاند يوهانسن                                            | توبياس هالاند يوهانسن |
| المرحلة 9 | مرحلة جبلية            | كارلوس رودريغيز كانو                                             | توبياس هالاند يوهانسن |
| النهائي   | النهائي                |                                                                  | توبياس هالاند يوهانسن |

## التصنيف العام النهائي
| التصنيف العام         | التصنيف العام               | التصنيف العام | التصنيف العام               | التصنيف العام  |
| العداء                | العداء                      | البلد         | الفريق                      | الوقت          |
| --------------------- | --------------------------- | ------------- | --------------------------- | -------------- |
| 1                     | توبياس هالاند يوهانسن       | النرويج       | النرويج تحت 23              | 28 س 11 د 19 ث |
| 2                     | كارلوس رودريغيز كانو        | إسبانيا       | إسبانيا تحت 23              | + 7 ث          |
| 3                     | فيليبو زانا                 | إيطاليا       | إيطاليا تحت 23              | + 2 د 05 ث     |
| 4                     | Gijs Leemreize ‏             | هولندا        | هولندا تحت 23               | + 2 د 54 ث     |
| 5                     | Hugo Toumire ‏               | فرنسا         | فرنسا تحت 23                | + 12 د 02 ث    |
| 6                     | Martin Messner ‏             | النمسا        | النمسا تحت 23               | + 12 د 40 ث    |
| 7                     | Anders Halland Johannessen ‏ | النرويج       | النرويج تحت 23              | + 13 د 18 ث    |
| 8                     | Jacob Hindsgaul Madsen ‏     | الدنمارك      | الدنمارك تحت 23             | + 15 د 33 ث    |
| 9                     | Daan Hoole ‏                 | هولندا        | هولندا تحت 23               | + 16 د 25 ث    |
| 10                    | Joris Delbove ‏              | فرنسا         | Bourgogne-Franche-Comté U23 | + 16 د 53 ث    |
| 11                    | Marco Frigo ‏                | إيطاليا       | إيطاليا تحت 23              | + 18 د 27 ث    |
| 12                    | Matthew Dinham ‏             | أستراليا      | أستراليا تحت 23             | + 19 د 20 ث    |
| 13                    | Gleb Brussenskiy ‏           | كازاخستان     | كازاخستان تحت 23            | + 19 د 29 ث    |
| 14                    | Florian Lipowitz ‏           | ألمانيا       | ألمانيا تحت 23              | + 20 د 34 ث    |
| 15                    | Harold Martín López ‏        | الإكوادور     | الإكوادور تحت 23            | + 21 د 48 ث    |
| مصدر: ProCyclingStats |                             |               |                             |                |

## وصلات خارجية
- الموقع الرسمي
- لمحة عن سباق تور دي أفينير 2021 على موقع  ProCyclingStats   (برو  سايكلنج  ستاتس) - إحصاءات  محترفي  الدراجات.
- تور دي أفينير 2021 على موقع إحصائيات الدراجات الإحترافية (الإنجليزية)